# Ночнар соломонський
Ночна́р білогорлий (Eurostopodus nigripennis) — вид дрімлюгоподібних птахів родини дрімлюгових (Caprimulgidae). Мешкає на Соломонових островах. Раніше вважався конспецифічним з білогорлим ночнарем.

## Опис
Довжина птаха становить 27 см. Верхня частина тіла бурувата, поцяткована чорними і сірими плямками, на шиї нечіткий оранжевий "комір".. На горлі біла пляма, на 2-4 першорядних махових перах білі плями. У самиць і молодих птахів пляма на горлі менша.

## Поширення і екологія
Соломонські ночнарі мешкають на північних і центральних Соломонових островах, зокрема на острові Бугенвіль. Вони живуть в прибережних лісах і рідколіссях, на піщаних пляжах. Зустрічаються на висоті до 300 м над рівнем моря. Живляться комахами, яких ловлять в польоті. Сезон розмноження триває з жовтня по грудень.

## Збереження
МСОП класифікує цей вид як вразливий. За оцінками дослідників, популяція соломонських ночнарів становить від 1000 до 2500 птахів. Їм загрожує систематичне розорення гнізд, а також хижацтво з боку інтродукованих видів тварин.